# Phú Thứ (thị trấn)
Phú Thứ là thị trấn huyện lỵ của huyện Tây Hòa, tỉnh Phú Yên, Việt Nam.

## Địa lý
Thị trấn Phú Thứ nằm ở trung tâm huyện Tây Hòa, có vị trí địa lý:
- Phía đông giáp xã Hòa Bình 1
- Phía tây giáp xã Hòa Phong
- Phía nam giáp các xã Hòa Đồng và Hòa Tân Tây
- Phía bắc giáp huyện Phú Hòa với ranh giới là sông Đà Rằng.

Thị trấn có diện tích 14,07 km², dân số năm 2013 là 13.980 người, mật độ dân số đạt 994 người/km².

## Hành chính
Thị trấn Phú Thứ có 5 khu phố:
- khu phố Phú Thứ
- khu phố Phước Thịnh
- khu phố Mỹ Lệ Đông
- khu phố Mỹ Lệ Tây
- khu phố Phước Mỹ Tây

## Lịch sử
Địa bàn thị trấn Phú Thứ trước đây là một phần xã Hòa Bình thuộc huyện Tuy Hòa cũ.
Ngày 30 tháng 9 năm 1981, Hội đồng Bộ trưởng ban hành Quyết định 100-HĐBT. Theo đó, chia xã Hòa Bình thành hai xã Hòa Bình 1 và Hòa Bình 2.
Ngày 16 tháng 5 năm 2005, huyện Tuy Hòa chia tách thành hai huyện Đông Hòa và Tây Hòa. Xã Hòa Bình 2 thuộc huyện Tây Hòa và là huyện lỵ huyện này.
Ngày 6 tháng 8 năm 2013, Chính phủ ban hành Nghị quyết 94/NQ-CP. Theo đó, thành lập thị trấn Phú Thứ, thị trấn huyện lỵ huyện Tây Hòa trên cơ sở toàn bộ 1.407,03 ha diện tích tự nhiên và 13.980 người của xã Hòa Bình 2.